# Bult (waterschap)
De Bult is een voormalig waterschap in de provincie Groningen.
De polder lag ten westen van Stedum. De noordgrens liep op zo'n 300 m ten zuiden van de Delleweg. In het dorp Stedum vormden de Weersterweg en de Stationsweg de grens. Vandaar liep de grens eerst langs het Hilmaar en vervolgens langs het gedeelte van de Bedumerweg tussen het dorp en Crangeweersterweg. Van daar nagenoeg rechtdoor tot het Maarvliet, die voor een kleine kilometer de westgrens vormde.
De molen stond aan het Maarvliet, net ten noorden van de spoorlijn Groningen - Delfzijl. In 1949 is het schap opgegaan in Bult-Krangeweer.
Waterstaatkundig gezien ligt het gebied sinds 1995 binnen dat van het waterschap Noorderzijlvest.